# Doping-pong
Студия «Doping-Pong» — российская арт-группа создана в 1997 году, принимает участие в выставках, в основном создавая объекты в жанре digital art. Начиная с десятых годов XXI века Doping-Pong начали активно заниматься академической графикой и живописью. В арт-проекте Doping-pong работают три человека — Дмитрий Мишенин, его жена Анна («Маугли») и художник «Посторонним В».
На студии были сделаны анимационные вставки к фильму Рашида Нугманова «Игла Remix».
В августе 2021 года к 30-летию со дня гибели Виктора Цоя арт-группа нарисовала клип на песню группы «Кино» «Атаман».
Участник арт-группы Doping Pong Дмитрий Мишенин автор концепции выставки-байопик «Виктор Цой. Путь героя», которая с успехом прошла в Московском Манеже с 15.01.2022 — 21.07.2022. Арт-группа Doping Pong стали также сокураторами залов «Игла/Игла Remix» и «Цитадель смерти».
11 ноября того же года, в честь 80-летия культового кинорежиссёра Динары Асановой, под кураторством арт-группы была открыта выставка «Динара Асанова. Незнакомка» в главном здании киностудии Ленфильм, в рамках которой, помимо обширного архивного материала, была представлена серия лентикулярных работ Doping Pong, переосмысливших кинокартины Асановой. Успех выставки привел к ее продлению до марта 2023 года.
С лета по осень 2023 года в том же пространстве Ленфильма арт-группа Doping Pong курировала выставку, посвященную 100-летию советского и российского композитора Исаака Шварца — «По волнам киномузыки Исаака Шварца».
15-16 июня 2024 года, к 70-летию композитора и импровизатора Сергея Курёхина на фестивале STEREOLETO в порту Севкабель была представлена инсталляция Doping-Pong «Затерянный мир Сергея Курёхина». Она была выполнена по мотивам культовой телевизионной передачи «Ленин — гриб», а также картины Doping-Pong «Затерянный мир».
12 октября того же года в Санкт-Петербурге открылась выставка-байопик «Виктор Цой. Легенда» в «Севкабель Порт» — расширенная и дополненная версия экспозиции в московском Манеже.
C 5 ноября 2024 по 12 апреля 2025 года, под авторством и кураторством Doping pong, на Ленфильме прошла выставка «Мистическiй Кино-Петербургъ», посвященная пяти кинокартинам, связанным с мистикой, а также детективами эпохи модерн и шпиономанией. («Пиковая дама» Игоря Масленникова, «Пьющие кровь» Евгения Татарского, «Жертва для императора» Розы Орынбасаровой, «Первая встреча, последняя встреча» Виталия Мельникова и «Господин оформитель» Олега Тепцова.) В рамках выставки зрители впервые получили возможность увидеть первую версию «Господина оформителя» — дипломную работу Олега Тепцова, на основе которой в 1988 году была сделана полнометражная версия, вышедшая в широкий прокат. Кроме того кураторская группа организовала оцифровку и показ на большом экране Ленфильма незаслуженно забытой картины Розы Орынбасаровой «Жертва для императора».

## Избранные выставки

### В России

##### 2000-е
1. «Любовь к себе, разве это не прекрасно?!» — совместно с Андреем Чежиным и Марком Алмондом. Музей Сновидений Зигмунда Фрейда (Восточно-Европейский институт психоанализа), Санкт-Петербург, Россия (2001)
2. Персональная выставка «Легкое детство». Музей-квартира Владимира Набокова, Санкт-Петербург, Россия (2001)
3. Совместная выставка в рамках «Dialogues, Biennial Of Contemporary Art». Центральный выставочный зал Манеж, Санкт-Петербург, Россия (2001)
4. «Демонстрация незагорелых частей человеческого тела» — совместно с Андреем Чежиным — в рамках фестиваля «Ночь музеев», Санкт-Петербургский музей Владимира Набокова, Санкт-Петербург, Россия (2002)
5. «Пляжное видео от Doping Pong». Русско-французский фестиваль видео-арта «LoveVideo», Ленэкспо, Гавань, Санкт-Петербург, Россия (2004)
6. Бульдозерная выставка 30 лет спустя: перформанс Doping-Pong «Красная пленка». Арт-кафе Сад, Москва, Россия (2004)
7. Персональная выставка «Нехороший мальчик», посвященная 200-летию датского писателя Ганса Христиана Андерсена. Музей Сновидений Зигмунда Фрейда (Восточно-Европейский институт психоанализа), Санкт-Петербург, Россия (2005). За это арт-группа Doping-Pong получила благодарность Королевства Дании.
8. Совместная выставка художников-иллюстраторов в рамках проекта А. Бартенева «VELIKOLEPNO! Русские иллюстраторы блестящей жизни». Государев бастион Петропавловской крепости, Санкт-Петербург, Россия (2007)
9. Международный мультимедиа-фестиваль MIGZ. Выставка Doping-Pong Comix на виртуальных экранах и премьера видео-арта «Высосано из пальцев». Кинотеатр 35ММ, Москва, Россия (2009)
10. Международный мультимедиа-фестиваль MIGZ. Выставка комиксов Doping-Pong из фильма «Игла. Remix» и совместная с Рашидом Нугмановым лекция «Ремикс в современном кинематографе». Фабрика Красный Октябрь, Москва, Россия (2010)

##### 2010-е
1. «Memento Moro by Doping-Pong». Выставка графики к фильму «Игла. Remix». Музей Сновидений Зигмунда Фрейда (Восточно-Европейский институт психоанализа), Санкт-Петербург, Россия (2011)
2. «Блюдо и после». Совместный арт-проект. Роспись фарфора конца XIX века. Петропавловская крепость, Санкт-Петербург, Россия (2012)
3. «Кресты». Международный проект-выставка. Музей современного искусства Эрарта, Санкт-Петербург, Россия (2013)
4. Совместная выставка живописи «Новая эстетика». Библиотека Маяковского, Санкт-Петербург, Россия (2013)
5. «Ненависть к себе — разве это не ужасно?!» Doping-Pong и Андрей Чежин. Музей Сновидений Зигмунда Фрейда (Восточно-Европейский институт психоанализа), Санкт-Петербург, Россия (2013)
6. «Sport Art» Совместная выставка, приуроченная к Олимпийским играм. Музей Городской Скульптуры, Санкт-Петербург, Россия (2014)
7. "Художники для центра «Антон тут рядом». Благотворительныя выставка-аукцион в поддержку людей с аутизмом. Ключевые участники: Юрий Норштейн, Тимур Новиков, арт-группа Doping-Pong, Сергей Бугаев (Африка) и др. Новый музей, Санкт-Петербург, Россия (2014)
8. «Обогащение Реальности». Коллективная выставка в Государственном Центральном Музее современной истории России, Москва, Россия (2015)
9. «Обогащение Реальности». Совместный передвижной выставочный проект в культурно-выставочном центре имени Тенишевых, Смоленск, Россия (2016)
10. «Космос. Реконструкция Мифа». Коллективная выставка. ФГБУ Центральный музей связи имени А. С. Попова, Санкт-Петербург, Россия (2016). Картина Doping-Pong «Прыжок» сейчас находится в коллекции музея.
11. Коллективная выставка «Шедевры российского кино», приуроченная к Году кино. Музей Городской Скульптуры, Санкт-Петербург, Россия (2016—2017)
12. «Виктор Цой». Арт-трибьют группы Doping-Pong на фестивале Стереолето, Санкт-Петербург, Россия (2017)
13. «Будущее рядом». Выставка в рамках проекта «Город Будущего». Новый выставочный зал Музея городской скульптуры, Санкт-Петербург, Россия (2017)
14. Предаукционная выставка VLADEY. Центр современного искусства ВИНЗАВОД, Москва, Россия (2018)
15. Выставочный проект «Новые романтики». Порт Севкабель, Санкт-Петербург, Россия (2018)[19]
16. «Doping pong space». Персональная выставка. Планетарий № 1, Санкт-Петербург, Россия (2018—2019)[20]
17. Ретроспектива «Doping-Pong: наше всё!» — масштабная персональная выставка избранных работ за 20-летний период творчества арт-группы. Музей современного искусства Эрарта, Санкт-Петербург, Россия (2019—2020)[21]

##### 2020-е
1. «Виктор Цой. Путь героя». Государственный Московский Манеж, Москва, Россия (2022)[22]
2. «Динара Асанова. Незнакомка». Ленфильм, Санкт-Петербург, Россия (2022—2023)[23]
3. «По волнам киномузыки Исаака Шварца». Ленфильм, Санкт-Петербург, Россия (2023)[24]
4. «Затерянный мир Сергея Курёхина» на фестивале STEREOLETO 2024. Порт Севкабель, Санкт-Петербург, Россия (2024)
5. «Виктор Цой. Легенда» Порт Севкабель, Санкт-Петербург, Россия (2024—2025)[25][26]
6. «Мистический Кино-Петербург». Ленфильм, Санкт-Петербург, Россия (2024—2025)[27][28]
7. Участие совместного проекта Doping Pong, Формата Один и Принтмафии — выпуска лимитированного тиража шелкографии «Салют!» — в ярмарке «АРТ-МОСКВА» и в нижегородской ярмарке графики «Контур». (2025)

### Зарубежные выставки
1. «Неоакадемизм — Садомазохизм» — совместно с Андреем Чежиным — в рамках выставки «Sei Russo» (с итал. «Русская шестёрка»). Associazione Culturale Contemporanea Arti e Culture, Милан, Италия (2000)
2. «Neoacademism Is Sadomasochism» — совместно с Андреем Чежиным — в рамках Недель Российской культуры в Великобритании. Urbis Museum, Манчестер, Великобритания (2003)
3. Персональная выставка «Digital Petting», Scandia Stars Gallery, Антверпен, Бельгия (2004)
4. Совместная выставка европейских современных художников «Kontrast», MOMU (Музей моды Антверпена), Антверпен, Бельгия (2005)
5. Представление серии лентикулярных произведений «Zodiac» Doping-Pong на международной ярмарке современного искусства «Contemporary Istanbul 2014» в Стамбуле, Турция (2014)
6. «New Classics» («Новые классики») Galerie C.O.A, Монреаль, Канада (2019)[29]
7. Выставка графики Doping-Pong и фотоархивов из фильмов «Игла» и «Игла. Remix» Рашида Нугманова вместе с кинопоказами. Кинотеатр Artis, Таллинн, Эстония (2019)

## Коллаборации
Арт-группа Doping-Pong была создателем крупнейшего антинаркотического российского проекта начала XXI века «Плакат в каждую школу» в рамках международной программы «Линия жизни» — при поддержке PSI и благотворительного фонда сэра Элтона Джона.
Doping-Pong разработали образы для распространяющихся по всему миру агитационных плакатов ООН, приуроченных ко Дню защиты женщин от насилия.
В США к 40-летнему юбилею переиздания саундтрека к фильму-мистерии Кеннета Энгера «Lucifer Rising» на виниле вышел одноименный альбом музыканта и композитора Бобби Босолея, оформленного работой Doping-Pong.
Императорский фарфоровый завод выпустил лимитированную партию бокалов по мотивам картины Doping-Pong «Салют!» — с тиражом в 1000 экземпляров.
К 100-летию Исаака Шварца, в 2023 году арт-группа Doping-Pong совместно с Почтой России и Ленфильмом разработала памятную открытку и специальный почтовый штемпель. На открытке изображен портрет композитора, собранный из белых фрагментов партитуры на ярко-бирюзовом фоне. Общий тираж открыток составил 2000 экземпляров. Официальная процедура гашения карточки произошла во время торжественного открытия выставки «По волнам киномузыки Исаака Шварца».
В 2024 году известный бренд Supreme в честь своего 30-летия выпустил трёхтомный альбом футболок с избранным дизайном художников за все время своего существования. В издание вошло оформление от Doping-Pong, созданное в сотрудничестве с Richardson, маркой американского стилиста и публициста Эндрю Ричардсона.

## Судебная тяжба с Первым каналом
Одним из самых громких процессов стала судебная тяжба с «Первым каналом» в связи с нарушением авторских прав на образ картины «Салют», созданной группой. Картина использовалась в заставке цикла программ «В наше время».
Doping-Pong выиграли суд, но «Первый канал» подал апелляцию. Московский городской суд на слушании, состоявшемся 4 сентября 2014 года, оставил без изменений решение Останкинского суда по иску арт-группы Doping-Pong к «Первому каналу».

## Информационная атака на арт-группу Doping-Pong
В рекламной кампании строящегося в Красной Поляне близ Сочи жилого комплекса «Горки-Город», где во время зимней Олимпиады 2014 года планировали разместить журналистов, критики обнаружили нацистскую эстетику.
Британский таблоид The Guardian предъявил арт-группе за то, что в рекламе Горки-Город «наблюдателей смутили фигуры синеглазых светловолосых спортсменов, напоминающих изображения истинных арийцев, распространенные в пропагандистском искусстве нацистской Германии». «Тенденция была названа неогитлеризмом, а образы „фашистскими“», отметила InoPressa.
Кроме того, в изображениях увидели намек на образы из фильмов Лени Рифеншталь, создавшей фильм «Триумф воли» о митинге нацистской партии в Нюрнберге в 1934 году и снимавшей Олимпийские игры в Берлине в 1936 году. По поводу использования нацистских арт-образов в других работах своей студии Дмитрий Мишенин ответил, что когда он использует символ культуры нацистской Германии, например свастику, он, естественно, делает это как представитель страны-победительницы, отсылая нас к Параду Победы 1945 года. Когда символы побеждённого врага — знамёна нацистов — штандарты гитлеровского вермахта — фашистские знамёна — были низложены, брошены — к мавзолею Ленина на Красной площади на специальный настил, чтобы даже не осквернять брусчатку на мостовой Красной площади.

Однако 30 мая 2011 года редакция Коммерсант опубликовала официальное публичное извинение арт-группе Doping-Pong за искажённый перевод цитаты Дмитрия Мишенина из выпуска журнала «Коммерсант Власть» № 20, основанном на пасквильном материале от британского таблойда «The Guardian»:
От редакции. Уважаемый господин Мишенин! Благодарим Вас за внимательное отношение к журналу. Приносим извинения Вам и арт-группе Doping-Pong, а также всем читателям за допущенное нами искажение смысла цитаты. В интернет-версию «Власти» необходимые исправления уже внесены.
Креативный директор проекта «Горки-Город» Дмитрий Лещинский утверждает, что тематика кампании намного ближе к Юрию Гагарину и Константину Циолковскому, чем к Третьему рейху. Кроме того, он подчеркивает, что при разработке концепции проекта вдохновлялся античной традицией Олимпийских игр и физкультурной эстетикой Советского Союза 30-х годов. Лещинский считает, что задачей критиков является любыми способами дискредитировать проект. По его мнению, «настоящим фашизмом» можно считать не использование нацистской эстетики, а обливание грязью рекламы, которая «выделяется среди серой массы»:

Почему Мишенин? Он лучший, из известных мне авторов, умеющих связывать прошлое с будущим. Он всегда выразителен и узнаваем. Далеко не каждый художник или иллюстратор может создавать полноценные рекламные образы, Дима - один из немногих.
Все обвинения Допингпонга в симпатии к правым - бред! Бред, на уровне советской пропаганды типа: "Группы Kiss и AC/DC - воспевают фашизм" Даже объяснять нечего!

Американский кинорежиссёр Слава Цукерман, известный по культовому фильму «Жидкое небо», разгромил реакционных критиков творчества Doping-Pong бесспорными искусствоведческими контраргументами:
Финальные кадры картины («Цирк» — прим.) напомнили мне свежий в памяти длившийся целые две недели российский медийный скандал. На московских улицах появились билборды, рекламирующие Олимпийскую деревню в городе Сочи. И немедленно ряд критиков и искусствоведов обрушился на авторов рекламы — арт-группу Doping-Pong — с обвинением в использовании «нацистского стиля». Так вот, крашеные последние кадры «Цирка» сразу же напомнили мне рекламный щит Doping-Pong. <…> Конечно же, и дизайнеры Голливуда, и художники Гитлера, и Дейнека — все жили в одну эпоху и все в какой-то мере работали в одном стиле ар-деко (термин, кстати, и зародившийся на Всемирной выставке в Париже, используя часть ее официального названия), а мода на старые стили периодически возвращается. Однако, это трюизм. Спорить тут абсолютно не о чем.

## Аукционная деятельность
В настоящее время арт-группа сотрудничает с аукционным домом Vladey, где продаёт оригинальные живописные картины с новыми, актуальными сюжетами, а также репродукции своих избранных цифровых работ, перенесенных на холст в академической живописной манере.